# Sergey Bezuqlıy
Sergey Bezuqlıy –en ucraniano, Сергій Олександрович Безуглий, Serhi Olexandrovych Bezuhly– (Mykolaiv, 7 de octubre de 1984) es un deportista ucraniano que compitió en piragüismo en la modalidad de aguas tranquilas (desde 2009 participó bajo la nacionalidad azerbaiyana).
Ganó siete medallas en el Campeonato Mundial de Piragüismo entre los años 2006 y 2011, y cinco medallas en el Campeonato Europeo de Piragüismo entre los años 2008 y 2011.

## Palmarés internacional
| Representando a Ucrania    |                        |                   |              |
| Campeonato Mundial         |                        |                   |              |
| Año                        | Lugar                  | Medalla           | Competición  |
| 2006                       | Szeged (Hungría)       | Medalla de bronce | C2 1000 m    |
| Campeonato Europeo         |                        |                   |              |
| Año                        | Lugar                  | Medalla           | Competición  |
| 2008                       | Milán (Italia)         | Medalla de plata  | C2 1000 m    |
| Representando a Azerbaiyán |                        |                   |              |
| Campeonato Mundial         |                        |                   |              |
| Año                        | Lugar                  | Medalla           | Competición  |
| 2009                       | Dartmouth (Canadá)     | Medalla de plata  | C2 1000 m    |
| 2009                       | Dartmouth (Canadá)     | Medalla de bronce | C2 500 m     |
| 2010                       | Poznań (Polonia)       | Medalla de plata  | C2 500 m     |
| 2011                       | Szeged (Hungría)       | Medalla de plata  | C2 500 m     |
| 2011                       | Szeged (Hungría)       | Medalla de plata  | C2 1000 m    |
| 2011                       | Szeged (Hungría)       | Medalla de plata  | C1 4 × 200 m |
| Campeonato Europeo         |                        |                   |              |
| Año                        | Lugar                  | Medalla           | Competición  |
| 2009                       | Brandeburgo (Alemania) | Medalla de bronce | C2 500 m     |
| 2010                       | Corvera (España)       | Medalla de oro    | C2 1000 m    |
| 2010                       | Corvera (España)       | Medalla de plata  | C2 500 m     |
| 2011                       | Belgrado (Serbia)      | Medalla de plata  | C2 500 m     |